# Andrzej Rzepliński

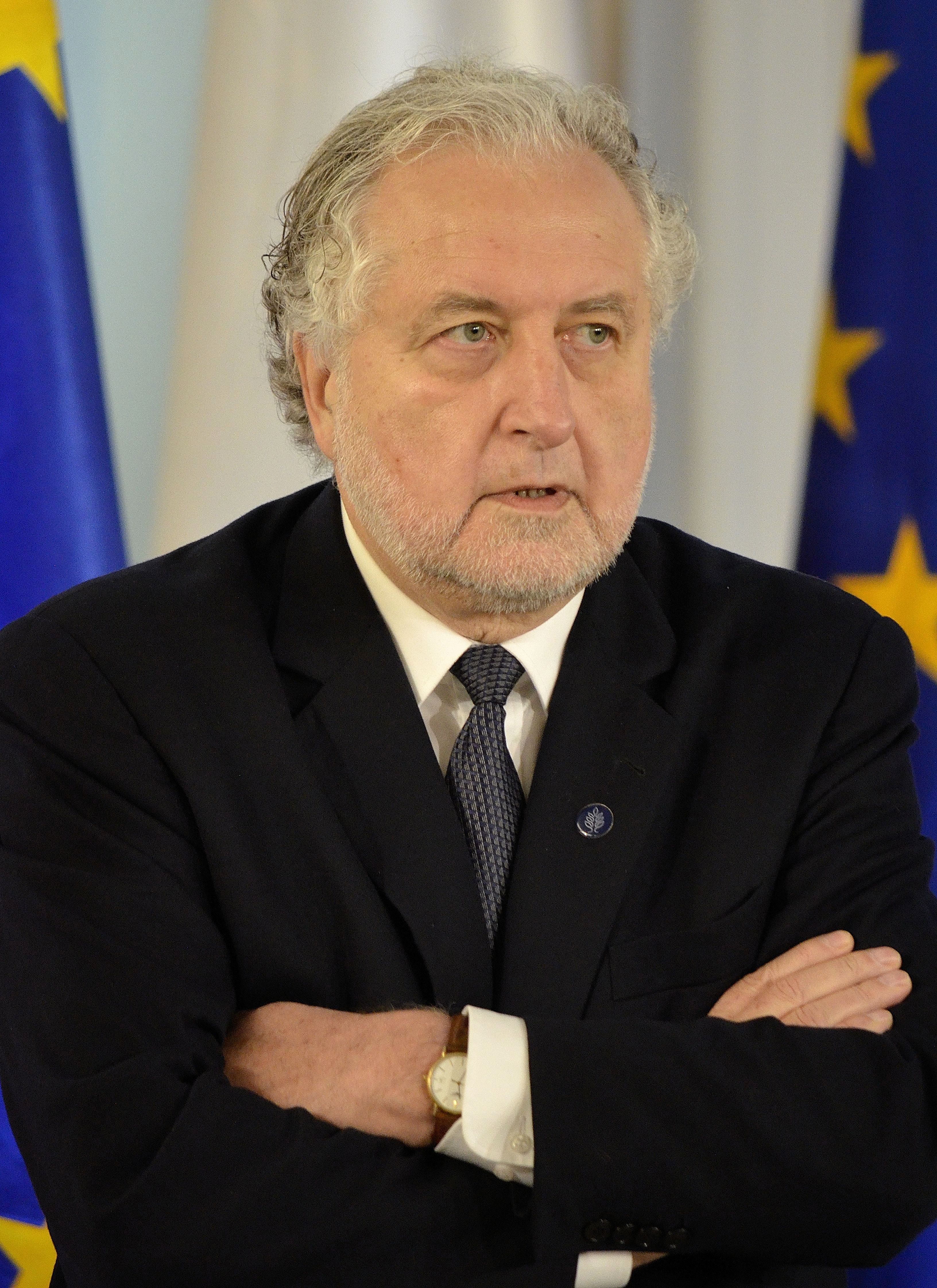
Andrzej Rzepliński (2015)

Andrzej Rzepliński (* 26. November 1949 in Ciechanów) ist ein polnischer Jurist, Professor der Rechtswissenschaft, Hochschullehrer und emeritierter Verfassungsrichter (von 2010 bis 2016 Verfassungsgerichtspräsident). 

## Leben
Andrzej Rzepliński wuchs als Bauernsohn bei Ciechanów auf. 1971 beendete er ein Studium an der Fakultät für Recht und Verwaltung der Universität Warschau. Im Jahr 1978 erlangte er den Doktorgrad im Bereich der Kriminologie. 1990 habilitierte Rzepliński mit der Dissertation Die Justiz in der Volksrepublik Polen zwischen Disponibilität und Unabhängigkeit. Im Jahr 2000 erhielt er den Professorentitel. Beruflich war Rzepliński an der Universität Warschau tätig und wurde dort später Ordinarius. An dem Lehrstuhl für Kriminologie und Kriminalpolitik nahm er eine Führungsposition ein. Als Dekan leitete er außerdem die Fakultät für angewandte Sozialwissenschaften und Resozialisierung der Universität Warschau. 
Bis 1981 gehörte Rzepliński der PZPR an; seine Mitgliedschaft wurde während des Kriegsrechts in Polen aufgekündigt. Zuvor war er in der Grundorganisation der Partei (Podstawowa organizacja partyjna) als zweiter Sekretär am Institut für soziale Vorbeugung und Resozialisation (Instytut Profilaktyki Społecznej i Resocjalizacji) eingebunden. In den 80er-Jahren war er Mitglied der Solidarność. Dort nahm er ebenfalls innerhalb eines Gremiums aus Rechtsexperten teil. Er ist darüber hinaus Autor zahlreicher wissenschaftlicher Publikationen. 
Rzepliński gehörte dem Helsinki-Komitee an und arbeitete im Vorstand der Helsinki-Stiftung für Menschenrechte als Sekretär. In der Vergangenheit beriet er die Vereinten Nationen, den Europarat sowie die OSZE. Er spezialisierte sich in den Bereichen Kriminologie, Strafrecht und Menschenrechte. Rzepliński brachte seine Fachkenntnisse über ein Gesetz zur Arbeitsweise des IPN ein. Er fungierte des Weiteren als Berater für den IPN-Präsidenten Leon Kieres sowie für den Koordinator der Geheimdienste Janusz Pałubicki. 1998 kandidierte er ohne Erfolg zum Generalinspektor für Datenschutzrecht.
In den Jahren 1996 und 2001 saß er im Programmbeirat des Zentrums für die Beobachtung der Pressefreiheit (Centrum Monitoringu Wolności Prasy). Im Jahr 2005 wurde er von der Bürgerplattform zum Nachfolgekandidaten des scheidenden Beauftragten für Bürgerrechte Andrzej Zoll vorgeschlagen, erreichte zunächst aber keine Mehrheit im Sejm. Nach einer erneuten Nominierung im Juli bekam er zwar die Zustimmung der unteren Parlamentskammer, wurde jedoch durch den von der SLD dominierten Senat abgelehnt. 
Im Jahr 2006 kandidierte Rzepliński zum Verfassungsrichter, erhielt allerdings keine Mehrheit von der 5. Sejmperiode. Am 18. Dezember 2007 wurde er von der darauffolgenden Legislaturperiode in den Verfassungsgerichtshof gewählt. Am 3. Dezember 2010 übernahm er bis zu seinem Ausscheiden am 19. Dezember 2016 die Präsidentschaft.

## Auszeichnungen
- Orden Polonia Restituta (Ritter) (1997)[8]
- Orden des litauischen Großfürsten Gediminas (Komtur) (2013)[9]
- Ehrenbürger von Ciechanów (2014)[10]
- Ehrenkreuz Pro Ecclesia et Pontifice (2015); vergeben durch Papst Franziskus für seine Verdienste an die Römisch-katholische Kirche, dem polnischen Rechtssystem und den gleichen Ansichten hinsichtlich der Todesstrafe durch die Lehre von Johannes Paul II.[11]
- Kisiel-Preis (Nagroda Kisiela, 2015); benannt durch Stefan Kisielewski und verliehen vom Nachrichtenmagazin Wprost für die „Verteidigung des Rechtsstaates“[12]
- Ehrendoktor der Universität Osnabrück (2016)[13]